# Heinzpeter Rühmann
Heinzpeter „Peter“ Rühmann (* 7. Juni 1942 in Berlin-Wannsee) ist ein deutscher Ingenieur. Er war bis zu seiner Pensionierung außerordentlicher Professor für Ergonomie an der Technischen Universität München. Er ist der einzige Sohn des Schauspielers Heinz Rühmann und seiner zweiten Frau Hertha Feiler.
Seine Mitwirkung in dem Film Feuerwerk 1954 blieb das einzige Mal, dass er in die Fußstapfen seines Vaters trat. Zudem teilt er mit seinem Vater die Vorliebe für die Fliegerei und ist Inhaber einer Pilotenlizenz. 

## Leben
Rühmann studierte Maschinenbau und absolvierte anschließend ein arbeits- und wirtschaftswissenschaftliches Aufbaustudium. 1970 wechselte er an die TU München und widmete sich der Konstruktion eines Simulators für Rollschwingungen. Er wurde dort mit einer Arbeit über den Einfluss von Rollschwingungen auf die menschliche Regelleistung promoviert. Seine Habilitation beschäftigte sich mit dem Einfluss komplexer Rollschwingungen auf die notwendige Bedienelementauslegung. 1984 folgte die Berufung zum Professor für Arbeitswissenschaft am Institut für Ergonomie.
Seine Forschungen beschäftigten sich mit den Bereichen Human Modeling, Informationstechnische Menschmodellierung, Umweltergonomie und Arbeitsgestaltung. Als Produktergonom arbeitete er beratend mit der Wirtschaft zusammen. Er entwarf das ergonomisch optimierte Hörsaalgestühl der Fakultät Maschinenwesen der TU.
Rühmann war an der Technischen Universität München Vorsitzender des Ausschusses für die Vorprüfung für das Lehramt an beruflichen Schulen, vertrat die Professorenschaft in der Kommission für Lehrerbildung und leitete bis zu seiner Pensionierung mit Heiner Bubb den Lehrstuhl für Ergonomie.
Rühmann ist verheiratet und hat drei Kinder. Seine Tochter Melanie Rühmann war von 1994 bis 2003 als Schauspielerin tätig.